# Marc Behm
Pour les articles homonymes, voir Behm.
Œuvres principales
- Mortelle randonnée 
 À côté de la plaque 
 La Reine de la nuit

Marc Behm, né le 12 janvier 1925 à Trenton, New Jersey, mort le 12 juillet 2007 à Fort-Mahon-Plage (Somme), est un écrivain de roman policier et un scénariste américain ayant vécu à Paris en France.

## Biographie
Après son service militaire en Europe, il épouse une Française et renonce à son métier d’acteur de théâtre et de télévision, qu’il juge « trop épuisant », pour se lancer dans l’écriture de scénarios et de romans noirs déjantés.
Sa principale traductrice française, Nathalie Godard, est la fille du cinéaste Jean-Luc Godard.
Son fils Patrick Behm était le président directeur-général d'Enercoop. Son petit-fils, Jérémy Behm, est romancier ; il a novélisé le scénario de Marc Behm : Le Hold-up des salopettes en 2012.

## Œuvre

### Romans
- (en) Marc Behm, The Queen of the Night, New York, N.Y, Avon, 1978 (ISBN 978-0-380-39958-1)Publié en français sous le titre La Reine de la nuit, Paris, Éditions Sombres Crapules, 1989 ; réédition, Paris, Rivages/Noir no 135, 1992
- (en) Marc Behm, Eye of the Beholder, New York, Dial, 1980 (ISBN 978-0-8037-2377-1) Publié en français sous le titre Mortelle Randonnée, Paris, Gallimard, Série noire no 1811, 1981 (réimpression 1995) ; réédition, Paris, Gallimard, Carré noir no 473, 1983 ; réédition, Paris, Gallimard, Folio, no 1859 ; réédition, Paris, Gallimard, Folio policier no 11, 1998 ; réédition, Paris, Éditions Cercle polar, 2002
- The Ice Maiden (1983) Publié en français sous le titre La Vierge de glace, Paris, Gallimard, Série noire no 1884, 1982 ; réédition, Paris, Gallimard, Folio policier no 278, 2003
- (en) Marc Behm, Afraid to Death, Harpenden, No Exit, 2000, 183 p. (ISBN 978-1-901982-65-7 et 1901982653, présentation en ligne) Publié en français sous le titre Trouille, Paris, Rivages/Thriller, 1990 ; réédition, Paris, Rivages/Noir no 163, 1993 ; adaptation en bande dessinée par Joe G. Pinelli, Rivages/Casterman/Noir, 2009
- Off the Wall (1991) Publié en français sous le titre À côté de la plaque, Paris, Rivages/Thriller, 1993 ; réédition, Paris, Rivages/Noir no 188, 1994
- Seek To Know No More (1993) Publié en français sous le titre Et ne cherche pas à savoir, Paris, Rivages/Thriller, 1993 ; Paris, Rivages/Noir no 235, 1996
- Crabs (1994) Publié en français sous le titre Crabe, Paris, Rivages/Thriller, 1994 ; Paris, Rivages/Noir no 275, 1997
- Dime Novel (1997) Publié en français sous le titre Tout un roman !, Paris, Rivages/Thriller, 1997 ; Paris, Rivages/Noir no 327, 1999
- Le Hold-Up des salopettes, roman inachevé, complété par Jérémy Behm, Paris, Rivages/Noir, 2012

### Recueil de nouvelles
- Hurler à la lune, Paris, Rivages/Noir no 457, 2003

Note : Recueil de nouvelles contenant également des œuvres de l'écrivain mexicain Paco Ignacio Taibo II

### Bandes dessinées
- L'Affaire du siècle, Volume 1 : Château de vampire à vendre / scénario Jean-Jacques Beineix ; d'après le roman La Vierge de glace de Marc Behm ; dessins Bruno de Dieuleveult. Glénat-Cargo films, 09/2004, 108 p;  (ISBN 2-7234-4578-X et 2-9519792-0-7). Rééd. Vauvert : Au diable vauvert, 01/2006, 90 p.  (ISBN 2-84626-111-3 et 2-9519792-0-7)
- L'Affaire du siècle, Volume 2 : Vampire à louer / scénario Jean-Jacques Beineix ; d'après le roman La Vierge de glace de Marc Behm ; dessins Bruno de Dieuleveult. Vauvert : Au diable vauvert, 01/2006, 96 p.  (ISBN 2-84626-100-8 et 2-9519792-1-5)
- Trouille, adaptation en BD du roman de Marc Behm par Jean-Hugues Oppel, couleurs Sébastien G. Orsini, collection Rivages/Casterman/Noir, éd. Casterman, 2009.

### Nouvelle
- Jake / trad. Laetitia Devaux. Saint-Jean-de-Braye : Horizons Noirs, revue Ligne noire n° 10, 04/2000, p. 103-108, ill. de François Souvay. Nouvelle en anglais et en français.

## Filmographie

### Scénariste
- 1961 : Le Retour du docteur Mabuse (Im Stahlnetz des Dr. Mabuse) de Harald Reinl
- 1963 : Charade de Stanley Donen
- 1965 : The Party's Over de Guy Hamilton
- 1965 : Help! de Richard Lester
- 1965 : La Malle du Caire (Einer spielt falsch) de Menahem Golan
- 1967 : La Blonde de Pékin de Nicolas Gessner
- 1969 : Douze et un (Una su 13) de Nicolas Gessner et Luciano Lucignani
- 1970 : Sur les chapeaux de roues Jumbo Jet (Jumbo, ein Elefantenleben) (téléfilm) de Michael Pfleghar
- 1971 : Quelqu'un derrière la porte de Nicolas Gessner
- 1973 : Le Détraqué (The Mad Bomber) de Bert I. Gordon
- 1974 : Piaf de Guy Casaril
- 1981 : L'Amant de Lady Chatterley (Lady Chatterley's Lover) de Just Jaeckin
- 1982 : Rayons X (Hospital Massacre) de Boaz Davidson
- 1983 : Nana : Le désir (Nana: la vera chiave del piacere) de Dan Wolman
- 1993 : Les Cinq Dernières Minutes (série télévisée), épisode Scaramouche de Jean-Jacques Kahn
- 1999 : Passé composé (téléfilm) de Françoise Romand

### Auteur adapté
- 1983 : Mortelle randonnée de Claude Miller
- 1999 : Voyeur (Eye of the Beholder) de Stephan Elliott